# 漢朝公爵列表
汉朝的二十等爵没有公爵，汉朝封为“公”的例外有“二王三恪”制度下的周室后裔和商室后裔，西汉末的王莽，以及东汉初的宗室，东汉末有魏公曹操。新朝封汉朝的诸侯王为公，重要大臣有十一公。

## 西汉

### 二王三恪
周承休公
- 姬党（前8年—4年）

郑公
- 姬党（4年—8年）

殷绍嘉公
- 孔吉（前8年—4年）

宋公
- 孔吉（4年—8年）

### 王莽家族
安汉公
- 王莽（1年—6年）

新举公
- 王安（8年—8年）

褒新公
- 王临（8年—8年）

## 新朝

### 二王三恪
定安公
- 刘婴（9年—23年）

章平公
- 姬党（9年—？）

### 十一公
安新公
- 王舜（9年—23年）

就新公
- 平晏（9年—23年）

嘉新公
- 刘歆（9年—23年）

美新公
- 哀章（9年—23年）

承新公
- 甄邯（9年—23年）

章新公
- 王寻（9年—23年）

隆新公
- 王邑（9年—23年）

广新公
- 甄丰（9年—23年）

奉新公
- 王兴（9年—23年）

成新公
- 孙建（9年—23年）

崇新公
- 王盛（9年—23年）

### 宗室
功隆公
- 王千（9年—23年，王宇之子）

功明公
- 王寿（9年—23年，王宇之子）

功成公
- 王吉（9年—23年，王宇之子）

功崇公
- 王宗（9年—22年，王宇之子）

功昭公
- 王世（9年—23年，王宇之子）

功著公
- 王利（9年—23年，王宇之子）

直道公
- 王涉（18年—23年，王根之子）

功脩公
- 王兴（21年—23年，王莽之子）

功建公
- 王匡（21年—23年，王莽之子）

### 汉朝宗室
楚公
- 刘纡（9年—10年，西汉楚王）

广阳公
- 刘嘉（9年—10年，西汉广阳王）

胶东公（扶崇公）
- 刘殷（9年—10年，西汉胶东王）

菑川王
- 刘永（9年—10年，西汉菑川王）

城阳公
- 刘俚（9年—10年，西汉城阳王）

六安公
- 刘育（9年—10年，西汉广阳王）

梁公
- 刘音（9年—10年，西汉梁公）

淮阳公
- 刘縯（9年—10年，西汉淮阳王）

鲁公
- 刘闵（9年—10年，西汉鲁王）

长沙公
- 刘舜（9年—10年，西汉长沙王）

赵公
- 刘隐（9年—10年，西汉赵王）

中山公
- 刘成都（9年—10年，西汉中山王）

河间公
- 刘尚（9年—10年，西汉河间王）

真定公
- 刘阳（9年—10年，西汉真定王）

泗水公
- 刘靖（9年—10年，西汉泗水王）

广陵公
- 刘宏（9年—10年，西汉广陵王）

高密公
- 刘慎（9年—10年，西汉高密王）

广世公
- 刘宫（9年—10年，西汉广世王）

广平公
- 刘广汉（9年—10年，西汉广平王）

信都公
- 刘景（9年—10年，西汉信都王）

广德公
- 刘赤（9年—10年，西汉广德王）

广宗公
- 刘如意（9年—10年，西汉广宗王）

### 其他
平均公
- 廉丹（22年—22年）

褒新公
- 王匡（22年—23年）

褒成公
- 孔丘（20年追封，谥宣尼）

## 更始
成国上公
- 王凤（23年—25年）

定国上公
- 王匡（23年—25年）

## 东汉

### 二王三恪
周承休公
- 姬武（26年—37年）

卫公
- 姬武（37年—？）

殷绍嘉公
- 孔安（26年—37年）

宋公
- 孔安（37年—？）

### 宗室
赵公
- 刘良（37年—41年）
- 刘栩（41年—43年）

鲁公
- 刘兴（37年—43年）

齐公
- 刘章（37年—43年）

### 光武帝皇子
右翊公
- 刘辅（39年—41年）

楚公
- 刘英（39年—41年）

东海公
- 刘阳（39年—41年）

济南公
- 刘康（39年—41年）

东平公
- 刘苍（39年—41年）

淮阳公
- 刘延（39年—41年）

山阳公
- 劉荊（39年—41年）

临淮公
- 劉衡（39年—41年）

左翊公
- 刘焉（39年—41年）

琅邪公
- 刘京（39年—41年）

### 汉末
魏公
- 曹操（213年—216年）